# Réformes clunisiennes
Les réformes clunisiennes (également appelées les réformes bénédictines) sont une série de changements au sein du monachisme médiéval dans l'Occident chrétien centrée sur la restauration de la vie monastique traditionnelle, encourager l'art, ainsi que prendre soin des pauvres. Le mouvement commença au sein de l'Ordre de Saint-Benoît, à l'Abbaye de Cluny, fondée en 910 par Guillaume le Pieux. Les réformes furent menées à bien par Odon de Cluny, et se répandirent à travers la France (Bourgogne, Provence, Auvergne, Poitou), en Angleterre (la Réforme bénédictine anglaise), ainsi qu'à travers l'Italie, le nord du Portugal et de l'Espagne. 

## Contexte
Au début du Xe siècle, le monachisme occidental, ayant prospéré de nombreux siècles auparavant grâce à Benoît de Nursie, connut un sévère déclin en raison des conditions politiques et sociales instables provoquant les raids des Vikings quasi-continus, généralisant la pauvreté et, tout particulièrement, la dépendance des abbayes aux nobles locaux contrôlant tout appartenant aux territoires sous leur juridiction. 
L'impulsion concernant les réformes s'agissait d'abus considérés comme une conséquence d'une intrusion laïque et profane dans les monastères ainsi que la délicate intégration de l'Église au sein du système féodal. Depuis qu'un monastère bénédictin réclama la terre, il avait besoin de l'appui d'un seigneur. Cependant, le seigneur demandait souvent les droits et revendiquait des prérogatives interférant avec l'opération du monastère. Les mécènes conservait normalement un intérêt privé et attendait d'installer leurs parents en tant qu'abbés. Les aristocrates locaux érigeaient souvent des églises, des monastères, ainsi que des couvents qu'ils considéraient alors comme leur propriété familiale, leur prélevant des impôts, et laissant les moines pauvres. 
Certains monastères furent établis par des seigneurs féodaux avec l'intention de les retirer à un moment ou à un autre. La Règle de saint Benoît, dans ces monastères, a été modifié afin de programmer les matines à un moment où elles ne viendraient point interrompre le sommeil. Les moines de ces maisons portèrent de riches vêtements qui tenaient chaud et ils leur était permis d'ignorer les règles se rapportant au jeûne.
La réforme clunisienne était un essai de remédier à ces pratiques dans l'espoir qu'un abbé plus indépendant ferait mieux de faire respecter la Règle de saint Benoît.

## Abbaye de Cluny
Guillaume le Pieux fit l'acquisition d'une parcelle de terre en Bourgogne. En 910, il fonda l'abbaye de Cluny et demanda à l'abbé de Cluny, Bernon, de l'abbaye Saint-Pierre de Baume-les-Messieurs, de présider. L'abbé de Cluny conserva l'autorité sur les maisons filles de l'Ordre qu'il avait fondé. Au XIIe siècle, la Congrégation de Cluny était constituée de plus de mille monastères. 
Bernon établit le monastère saint-Pierre à Gigny ainsi que l'abbaye de Baume sur la règle telle qu'interprétée par Benoît d'Aniane, ayant cherché à restaurer la sévérité primitive de l'observance monastique n'importe où celle-ci fut assouplie. La règle est centrée sur la prière, le silence, et la solitude.
Parmi les soutiens les plus importants des réformes clunisiennes, nous retrouvons le pape Urbain II, Lambert de Hersfeld, ainsi que Richard de Saint-Vanne. Les réformes encouragèrent l'Occident chrétien à être davantage attentif au commerce et menèrent la papauté à essayer d'affirmer son autorité sur l'Église orthodoxe. 

## Conséquence
A son apogée, le mouvement clunisien fut l'une des plus grandes forces religieuses en Europe. Au moins aussi significativement que leurs conséquences politiques, les réformes exigèrent une plus grande dévotion religieuse. Les clunisiens soutinrent la Trêve de Dieu, et promurent les pèlerinages en Terres saintes. Une liturgie de plus en plus riche motiva la demande d'autels en or, des tapisseries ainsi que des tissus fins, raffinés et délicats, des vitraux, et une polyphonie afin de combler les églises romanes. 

## L'Ordre cistercien
En 1075, Robert de Molesme, un moine bénédictin de l'abbaye de Cluny, obtint la permission du pape Grégoire VII de fonder un monastère à Molesme, en Bourgogne. A Molesme, Robert tenta de restaurer la pratique du monastère au caractère simple et sévère de la règle originale de saint Benoît, appelée "Stricte observance". N'ayant réussi que partiellement dans ce domaine à Molesme, en 1098, Robert dirigea une communauté de 21 moines de leur abbaye à Molesme afin d'établir un nouveau monastère. Les moines firent l'acquisition d'un terrain marécageux au sud de Dijon appelé Cîteaux (Latin: "Cistercium") et se mirent à bâtir un nouveau monastère qui deviendra l'abbaye de Cîteaux, l'abbaye mère de l'Ordre cistercien nouvellement fondé.